# Conspiration La Fayette
 (avril 2011).
La Conspiration La Fayette ou Association de Janvier ou encore Association des Patriotes est une société secrète française paramilitaire d'étudiants et d'ouvriers, créée en janvier 1830 dans le but de préparer la révolution de Juillet.
Il s'agissait d'un mouvement parfaitement organisé qui reposait sur un système d'embrigadement puis d'encadrement des insurgés par des étudiants. Cette société secrète a eu un rôle déterminant dans la préparation et le déclenchement de la révolution de Juillet. Cette organisation est longtemps restée mal connue et son action pendant les Trois Glorieuses est souvent dénommée Mouvement des Écoles ou assimilée comme l'action globale des étudiants insurgés. En 1997, l'historienne Jane Gilmore a démontré son rôle primordial sur la base d'archives inédites.

## Origine et organisation
À l'origine de l'association on trouve un projet politique d’Association des écoles publié par les étudiants républicains Morhéry et Sambuc dans le journal La Tribune des départements, le 29 décembre 1829. Ce premier projet d'association étudiante, servira de base à la naissance, le mois suivant, de l’Association de Janvier : opposés à la politique de Charles X, et voulant organiser les moyens de défense contre un éventuel coup de force constitutionnel, Morhéry et plusieurs autres étudiants républicains, arrêtèrent en commun le projet de former une association politique ayant pour but « de faire tourner au profit du peuple les tentatives qu'on pourrait oser contre lui » (Morhéry, 1832).
Dès sa création, l'Association se met en relation avec le Comité d’Action Républicain qui demande que les étudiants commencent à recruter et à entraîner plusieurs milliers de jeunes gens de tous âges, de toutes professions, et jusqu’à des pompiers qui livreraient leurs armes à leurs coassociés au moment du combat. C'est ce à quoi se consacrent les étudiants de la conspiration, entre janvier et juillet 1830.
L’association s’organise en ventes (groupuscules) de 5 membres. Le journal La Tribune des départements sert de couverture à l'association dont le but affiché est de recueillir des souscriptions pour le quotidien. Son éditeur, Augustin Fabre est choisi comme commandant en second de l’Association, avec l'appui d'Armand Marrast, rédacteur en chef du journal. La Fayette en est le commandant en chef (titre surtout honorifique). Le comité supérieur, d'où les ordres partent, est formé de Morhéry et de ses trois lieutenants : Danton, Vimal et Sampoil.
L’association compte rapidement douze à quinze mille hommes, outre le contingent que fournissent les départements. Au mois de juin, au Banquet Breton, où Morhéry est commissaire, La Fayette mentionne ouvertement les activités clandestines des étudiants de Morhéry et l’appui qu’il leur apporte. De nombreux discours enflammés, pour ne pas dire séditieux se font alors entendre. L’excitation monte et des échauffourées entre la police et les étudiants de l'Association créent pendant quelques jours une forte émotion populaire.
Dès le mois de mai, des rumeurs circulent laissant entendre que Charles X projette un coup d’État qui lui permettrait d’abroger la Charte et de s’octroyer les pleins pouvoirs. Ainsi les préparatifs révolutionnaires s’accélérèrent dans le plus grand secret et la plus grande clandestinité. La machine mise en marche par les républicains est désormais bien organisée et structurée, et commence à donner de brillants résultats.

## Rôle de l'Association pendant les Trois Glorieuses
Le 26 juillet, les étudiants lisent à haute voix les ordonnances de Saint-Cloud sur les places publiques. Vers huit heures du soir, Morhéry et une centaine de membres de l’Association de Patriotes affluent vers l’appartement de Marrast pour tenir un conseil de guerre. Fabre, Marrast et Morhéry se hâtent de lancer leurs plans pour déclencher l’insurrection.
Morhéry, Fabre et Marrast avaient fixé les missions du lendemain et celles de la nuit : Sampoil devait alerter les pompiers, cochers et charretiers avant l'aurore afin qu’aucune diligence ou malle-poste ne quitte Paris. Morhéry avait donné l’ordre de s’attaquer au seul autre moyen de communication dont disposait l’administration pour assurer la liaison avec les préfectures et les régions militaires : le télégraphe Chappe. Des équipes de jeunes gens avaient donc escaladé les tours et les clochers pour saboter le plus grand nombre possible d’installations. Il avait également ordonné de briser les lampes à gaz de la capitale, et dans le quartier du Palais-Royal, cette guérilla urbaine avait provoquée une première échauffourée avec les forces de l’ordre.
Le 27 juillet au matin, Danton avait réuni 5 000 à 6 000 hommes dans le faubourg Saint-Marcel. Il les conduisit piller les armureries. Morhéry s'occupait sur la rive gauche de propager l'insurrection dans le faubourg Saint-Germain, de désarmer les postes qui s'y trouvaient, de construire des barricades, tandis que Sampoil, sur la rive droite, s'engageait avec la colonne insurrectionnelle qui se dirigea sur les Petits-Pères et la place de la Bourse. Sur l'ordre de Fabre, Sabbatier, sonna le premier tocsin de l'insurrection à onze heures dans l'église des Petits-Pères, à deux pas des masses de la garde royale.
Danton fit construire la première barricade à l'entrée de la rue Montmartre. Il combattit au marché des Innocents, à la place du Châtelet. Le soir, il prit part à une attaque qui rompit la ligne que Marmont avait établie de la Seine aux boulevards, permit aux insurgés du faubourg Saint-Antoine de tourner la position de l'Hôtel-de-Ville, et eut ainsi une grande influence sur le sort du combat.
Le premier rassemblement vraiment insurrectionnel fut formé le 27 au soir au faubourg Saint-Marcel par Vimal et d'autres lieutenants de l'Association. Les émeutiers tués sont alors exposés sur des brancards et promenés dans les rues de Paris.
Dans la nuit du 27 au 28, alors que Paris semblait endormi, on dresse des barricades dans les rues entourant l’Hôtel de Ville, et dans celles qui mènent au Louvre, où le maréchal Marmont avait son quartier général, solidement défendu par l’armée royale. Près de ces forteresses les étudiants de l'Association accumulent des pavés. Fabre, se rend chez les députés au nom de l'Association, et leur demande de proclamer un gouvernement libre, de nommer La Fayette chef des troupes nationales et de se montrer au milieu des insurgés. En vain, les députés se séparent sans prendre de décision.
Toute la matinée du 28 juillet, les insurgés construisent des barricades dans les rues et même sur certains boulevards. On s’apprêtait cette fois-ci à ce qu’éclate une bataille de bien plus grande échelle que les affrontements de la veille.
Durant la matinée, les insurgés tentent de prendre l'Hôtel de Ville, bâtiment hautement symbolique. Par trois fois, Morhéry repousse une colonne aux abords de l'Hôtel de Ville. Soudain un drapeau tricolore fut déployé au sommet de l’Hôtel de Ville, puis un autre sur une tour de la cathédrale Notre-Dame de Paris, provoquant une intense émotion dans la population parisienne.
Aux quatre coins de Paris, les étudiants se mêlent aux ouvriers et livrent combat. Morhéry accompagné d'un groupe d'étudiants et de polytechniciens, recruta des combattants dans le faubourg Saint-Marceau et les mena à la Bastille où la lutte était acharnée. Le soir, les insurgés durent battre en retraite. Mais durant la nuit, les troupes royales se replièrent, épuisées, à court de munitions et ayant subi de lourdes pertes.
Les combats du 29 juillet sont décisifs : les étudiants se battent avec la foule. Morhéry se joint à la prise des Tuileries. À la tête d'un détachement, il prend la rue du Bac jusqu'au quai de l'Institut. Dans la soirée, les Tuileries étaient prises et l'insurrection était maîtresse de Paris.
Une fois Paris aux mains des insurgés, le rôle de l'Association de Janvier devint plus difficile : il s'agissait de rendre la chute du trône réellement utile à la nation, c’est-à-dire, en leur sens, proclamer la République. Le 30 juillet, vers minuit, Morhéry se rendit à l'Hôtel-de-Ville au nom de l'Association et de la part des combattants des Trois jours, afin de supplier La Fayette de proclamer la République.
Le 3 août, Morhéry conduisit la protestation contre la nomination du duc d'Orléans comme Lieutenant-Général du Royaume, puis, le 5 août, avec Lecalvé, Sampoil, Divel, Danton et Chalmeuton, Morhéry prit la tête d'un mouvement populaire dirigé contre la chambre des Députés pour les empêcher de voter la constitution aristocratique de Bérard ("charte Bérard").
Le comportement provocateur des membres de l'Association fut à l'origine du fameux procès des 21 républicains dont on demandait la tête : Sambuc, Plocque, Danton, Blanqui furent arrêtés. Morhéry put quitter Paris in-extremis le 30 décembre.

## Quelques membres de l'Association
Morhéry, Fabre, Marrast, Marchais, Sempoil, Mahé, Mathé, Larié, Papu, Delaunay, Sambuc, Danton, Godefroy Cavaignac, Emile Lebreton, Guilhem (fils du député), Kersausie, Calvé, Martin, genest, Boullé (de St Malo), Richard, Bertrand, Jules bernard (fils du député), Sébilot, Mestivier, Chauveau, Henri (de Laval), Potier (de la Mayenne), Barnico (de Pougibeau), Vimal (de Clermont), Roger (de la Vendée), Bouvier (du Jura), Divel, Guérin, Benjamin Clemenceau, Sabbatier, Chalmeuton, Blanqui, Plocque.